# Littérature postmoderne
La littérature postmoderne prend ses distances avec le projet[C'est-à-dire ?] moderniste (actif surtout en 1910-1930). Elle relève du « petit récit » chez Jean-François Lyotard, du « jeu » selon Jacques Derrida et du « simulacre » selon Jean Baudrillard.
Par exemple, au lieu de la quête moderniste de sens dans un monde chaotique, l'auteur post-moderne évite, souvent de manière ludique, la possibilité du sens. Le post-roman est souvent une parodie de cette quête. Cette méfiance à l'égard des mécanismes de totalisation s'étend même à l'auteur. Ainsi, les écrivains postmodernes privilégient souvent le hasard à la technique et emploient la métafiction pour saper le contrôle « univoque » de l'auteur (le contrôle d'une voix unique).
La distinction entre culture supérieure et inférieure est également attaquée par l'emploi du pastiche, de la combinaison de plusieurs éléments culturels, y compris de sujets et de genres qui n’étaient pas auparavant considérés comme propres à la littérature.
La liste des auteurs postmodernes varie souvent. Voici quelques noms d'auteurs souvent classés comme tels, la plupart d'entre eux appartenant à la génération née dans l'entre-deux-guerres :
William S. Burroughs (1914-1997),
William Gaddis (1922-1998),
Kurt Vonnegut (1922-2007),
Alexander Trocchi (1925-1984),
John Barth (1930-2024),
Donald Barthelme (1931-1989),
E. L. Doctorow (1931-2015),
Robert Coover (1932-2024),
Jerzy Kosinski (1933-1991),
Richard Brautigan (1935-1984),
Don DeLillo (1936-),
Thomas Pynchon (1937-),
Ishmael Reed (1938-),
Kathy Acker (1947-1997),
Paul Auster (1947-2024),
Giannina Braschi (1953-), 
Roberto Bolano (1953-2003)
Jon Fosse (1959-),
Douglas Coupland (1961-),
Bret Easton Ellis (1964-),
Christian Kracht (1966-),
Amélie Nothomb (1966-),
Ann Scott (1965-), Dimitris Lyacos (1966-),
Dave Eggers (1970-).

## Contexte

### Influences principales
Les écrivains postmodernistes mentionnent souvent les tout premiers romans et recueils de nouvelles comme source d’inspiration pour leurs expériences narratives et structurelles : Don Quichotte, Les Mille et Une Nuits, le Décaméron et Candide, parmi beaucoup d'autres.
En langue anglaise, le roman de Laurence Sterne, écrit en 1759, Vie et opinions de Tristram Shandy, gentilhomme, avec son lourd accent parodique, son expérimentation narrative, est souvent cité comme l’une des premières influences du postmodernisme. Il existe de nombreux exemples au XIXe siècle d’attaques contre les concepts des Lumières, de parodies et d’ironie dans la littérature, y compris les satires de Lord Byron, notamment Don Juan ; le Sartor Resartus de Thomas Carlyle, les parodies paillardes d’Alfred Jarry, Ubu et son invention de la 'Pataphysique, les expériences ludiques de Lewis Carroll avec la signifiance, les travaux de Lautréamont (Isidore Ducasse), d’Arthur Rimbaud, d’Oscar Wilde.
Parmi les dramaturges en activité fin du XIXe, début du XXe siècle et dont la pensée et l’œuvre ont de l'influence sur l'esthétique de la postmodernité, on peut nommer le dramaturge suédois August Strindberg, l'auteur italien Luigi Pirandello, et le dramaturge et théoricien allemand Bertolt Brecht.
Dans les années 1910, les artistes associés au dadaïsme ont utilisé le hasard, la parodie, les facéties, et attaqué le rôle central de l'artiste. Tristan Tzara affirme dans Comment faire un poème dadaïste que pour créer un poème dadaïste, il suffit de mettre des mots au hasard dans un chapeau et de les sortir un par un.
Autre influence du dadaïsme sur la littérature postmoderne : le développement des collages, en particulier ceux utilisant des éléments de publicité ou d'illustrations de romans populaires (Max Ernst, par exemple).
Les artistes associés au surréalisme, qui s'est développé à partir du dadaïsme, ont poursuivi l'expérience du hasard et de la parodie tout en célébrant les voies de l'inconscient. André Breton, fondateur du surréalisme, pensait que l'automatisme et la description des rêves devaient jouer de plus grand rôles dans la création littéraire. Il a utilisé l'automatisme pour créer son récit Nadja et utilisé des photographies pour remplacer la description, comme pour parodier les romanciers descriptifs à l'excès qu'il a souvent critiqués. Les expériences sur la signifiance (La Trahison des images : Ceci n'est pas une pipe) du surréaliste René Magritte sont prises en exemple par Jacques Derrida et Michel Foucault. Foucault utilise également des exemples pris chez Jorge Luis Borges, qui a exercé une importante influence directe sur de nombreux auteurs de fiction postmoderniste. Il est parfois considéré comme postmoderniste lui-même bien qu'il ait commencé à écrire dans les années 1920. Dans le monde anglo-saxon, on ne s'est rendu compte de l'influence de ses expériences sur la métafiction et le réalisme magique qu'à la période postmoderne.

### Comparaison avec la littérature moderniste
Les littératures moderne et postmoderne constituent une rupture avec le réalisme du XIXe siècle, où une histoire est racontée à partir d'un objectif ou d'un point de vue omniscient. Dans le développement des personnages, les deux explorent le subjectivisme, partant de la réalité extérieure pour examiner les états intérieurs de la conscience, dans de nombreux cas, en s'appuyant sur des exemples modernistes dans les styles courant de conscience de Virginia Woolf, de William Faulkner et de James Joyce ou dans des poèmes exploratoires comme La Terre vaine de T. S. Eliot. En outre, les deux explorent la fragmentation dans la construction de la narration et des personnages. La Terre vaine est souvent cité comme un moyen de distinguer littérature moderne et post-moderne. Le poème est fragmentaire et emploie le pastiche comme beaucoup d'œuvres de littérature postmoderne, mais le narrateur dit, « ces fragments que j'ai étayés contre mes ruines ». La littérature moderniste voit la fragmentation et l'extrême subjectivité comme une crise existentielle, ou un conflit freudien interne, un problème qui doit être résolu, et l'artiste est souvent celui qui doit le résoudre.
Les post-modernes, cependant, démontrent souvent que ce chaos est insurmontable, l'artiste est impuissant, et le seul recours contre la « ruine » est de jouer dans ce chaos. L'ironie est présente dans de nombreuses œuvres modernistes (Finnegans Wake de Joyce ou Orlando de Virginia Woolf, par exemple) qui peuvent sembler très similaires à des œuvres postmodernes, mais avec le postmodernisme, l'ironie devient centrale et la réussite effective de l'ordre et du sens devient peu probable.

### Passage à la postmodernité
Comme pour certaines autres périodes stylistiques, il n'y a pas de dates définies pour l'avènement puis le déclin du postmodernisme.
Le préfixe « post », toutefois, n'implique pas nécessairement une nouvelle ère. Il indiquerait plutôt une réaction contre la modernité dans le sillage de la Seconde Guerre mondiale (avec son manque de respect pour les droits de l'homme, alors confirmés par la Convention de Genève, à travers les bombardements atomiques d'Hiroshima et de Nagasaki, l'Holocauste, le bombardement de Dresde, les bombardements incendiaires de Tokyo, l'Internement des Japonais-Américains). Il pourrait également impliquer une réaction à des événements d'après-guerre: le début de la Guerre froide, le mouvement des droits civiques aux États-Unis, le post-colonialisme (littérature post-coloniale), et l'avènement de l'ordinateur personnel (fiction Cyberpunk et Hypertext fiction),,. L'année 1941, qui voit le décès du romancier irlandais James Joyce et de la romancière anglaise Virginia Woolf, est parfois utilisée comme date approximative pour le début du postmodernisme [réf. nécessaire].
Le début de la littérature postmoderne pourrait être marqué par des publications ou des événements littéraires. Par exemple la première représentation d'En attendant Godot en 1953, la première publication de Howl en 1956 ou du Festin nu, en 1959, ou des faits marquants dans la théorie critique : la conférence de Jacques Derrida « La Structure, le signe et le jeu dans le discours des sciences humaines » en 1966 ou « The dismemberment of Orpheus: toward a postmodern literature » d'Ihab Hassan en 1971.
Brian McHale (en) explique ainsi sa thèse sur le passage du modernisme au postmodernisme : tandis que les œuvres postmodernes se sont développées à partir du modernisme, le modernisme est caractérisé par une dominante épistémologique, alors que les œuvres postmodernes sont principalement concernées par des questions ontologiques.

### Développement d'après-guerre et figures de transition
Bien que la littérature postmoderne ne se réfère pas à tout écrit apparu dans la période postmoderne, divers développements de la littérature d'après-guerre (tels que le Théâtre de l'absurde, la Beat Generation, le Réalisme magique, etc.) montrent d'importantes similitudes. Ces évolutions sont parfois cataloguées collectivement « postmodernes » ; plus couramment, quelques figures-clés (Samuel Beckett, William S. Burroughs, Jorge Luis Borges, Julio Cortázar et Gabriel García Márquez) sont considérées comme des contributeurs importants de l'esthétique postmoderne.
Les œuvres d'Alfred Jarry, des Surréalistes, d'Antonin Artaud, de Luigi Pirandello, ont influencé celles des dramaturges du Théâtre de l'absurde. Ce terme, « théâtre de l'absurde », a été inventé par Martin Esslin pour décrire une tendance du théâtre dans les années 1950. Il l'a relié au concept de l'absurde chez Albert Camus. Les pièces du Théâtre de l'absurde sont parallèles à la fiction post-moderne à bien des égards. Par exemple, La Cantatrice chauve d'Eugène Ionesco est essentiellement une série de clichés pris à partir d'une méthode d'apprentissage de l'anglais.
Un des écrivains les plus importants pouvant être classés comme absurde et post-modernes est Samuel Beckett. L'œuvre de Samuel Beckett est souvent considérée comme marquant le passage du modernisme au post-modernisme dans la littérature. Il avait des liens étroits avec le modernisme en raison de son amitié avec James Joyce, mais ses œuvres ont contribué à façonner le développement de la littérature hors de la modernité. Joyce, l'un des exemples du modernisme, a célébré les possibilités de la langue. Beckett a eu une révélation en 1945 : pour échapper à l'ombre de Joyce, il devait se concentrer sur la pauvreté de la langue et de l'homme comme échec. Ses œuvres ultérieures, en outre, montrent des personnages coincés dans des situations inextricables, impuissants dans leur tentative de communiquer, dont le seul recours est de jouer, de faire le mieux possible avec leurs moyens. Comme Hans-Peter Wagner le dit, « surtout concerné par ce qu'il considérait comme des impossibilités dans la fiction (l'identité des personnages ; conscience fiable, fiabilité de la langue elle-même, et la classification de la littérature en genres) les expérimentations par Beckett sur la forme narrative et la désintégration de la narration des personnages de fiction de théâtre lui ont valu le prix Nobel de littérature en 1969. Ses œuvres publiées après 1969 sont pour la plupart des tentatives de méta-littérature qui doivent être lues à la lumière de ses propres théories et des œuvres antérieures et des tentatives de déconstruire les genres et formes littéraires. Le dernier texte de Beckett publié de son vivant, Soubresauts (1988), abolit les barrières entre le théâtre, la fiction et la poésie, avec des textes entièrement composés d'échos et de réitérations de ses précédentes œuvres. Il a été certainement l'un des pères du mouvement postmoderne dans la fiction, qui a continué de saper les idées de cohérence logique de la narration, de mise en intrigue, des séquences de temps habituelles, et des personnages à la psychologie expliquée ».
« La Beat Generation » est un nom inventé par Jack Kerouac pour la jeunesse rebelle de l'Amérique matérialiste des années 1950. Kerouac a développé l'idée de l'automatisme en ce qu'il a appelé « prose spontanée » pour créer un cycle autobiographique maximaliste appelé Légende de Duluoz sur le moule d'À la recherche du temps perdu de Marcel Proust.
« Beat Generation » est souvent utilisé de façon plus générale pour faire référence à plusieurs groupes d'après-guerre, les poètes de Black Mountain, de l'École de New York, de la Renaissance de San Francisco, etc. Ces auteurs ont aussi parfois été traités de « post-modernes » (voir en particulier les références de Charles Olson et des anthologies éditées par Donald Allen chez Grove). Bien qu'aujourd'hui le terme postmoderne leur soit moins appliqué, les références à ces écrivains comme « postmodernes » apparaissent encore et de nombreux auteurs associés à ce groupe (John Ashbery, Richard Brautigan, Gilbert Sorrentino, etc. apparaissent souvent sur les listes d'écrivains post-modernes. Un auteur associé à la Beat Generation figurant très souvent sur des listes d'auteurs post-modernes est William S. Burroughs. Le Festin nu fut publié à Paris en 1959 et en Amérique en 1961, et est considéré par certains comme le premier véritable roman postmoderne, car il est fragmenté, sans arc narratif central. Il emploie le pastiche pour incorporer des éléments de genres populaires tels que le polar et la science-fiction, il est plein de parodie, de paradoxe, très ludique, et selon certains, ses amis Kerouac et Allen Ginsberg ont publié le livre en se laissant guider par le hasard. Il est également célèbre, avec Brion Gysin, pour la création de la technique du cut-up, similaire à celle du poème dadaïste de Tristan Tzara), dans lequel les mots et les phrases sont découpés dans un journal ou autre publication et remaniés pour former un nouveau message. C'est la technique qu'il a utilisée pour créer des romans tels que Nova Express et Le Ticket qui explosa.
Le Réalisme magique est une technique populaire chez les écrivains latino-américains (et peut aussi être considéré comme son propre genre) dans lequel des éléments surnaturels sont traités comme banals (un exemple célèbre étant la pratique d'esprit et, finalement, le traitement de rejet d'une figure en apparence angélique de Gabriel García Márquez « Un señor muy viejo con alas enorme - A Very Old Man with Enormous Wings »). Bien que la technique ait ses racines dans le conte traditionnel, il a été une pièce centrale du mouvement d'Amérique latine « Boom », un mouvement qui coïncide avec le post-modernisme. Certaines des grandes figures de « Boom » et praticiens du réalisme magique (Gabriel García Márquez, Julio Cortázar etc) sont parfois mentionnés comme postmodernes. Cet étiquetage, toutefois, n'est pas sans poser de problèmes. En Amérique latine de langue espagnole, les termes posmodernismo et modernismo font référence à des mouvements du début du XXe siècle, mouvements littéraires qui n'ont pas de relation directe avec le postmodernisme en Angleterre. Soulevant cet anachronisme, Octavio Paz a fait valoir que le postmodernisme est un récit importé qui est incompatible avec la production culturelle de l'Amérique latine.
Avec Beckett et Borges, une figure de transition couramment citée est Vladimir Nabokov. Comme Beckett et Borges, Nabokov a commencé à publier avant le début de la postmodernité (1926 en URSS, 1941 en Angleterre). Bien que son roman le plus célèbre, Lolita (1955), pourrait être considéré comme un roman moderniste ou postmoderniste, ses dernières œuvres (en particulier Feu pâle en 1962, et Ada ou l'ardeur en 1969), sont plus clairement postmodernes.

### Portée
Le postmodernisme en littérature n'est pas un mouvement organisé avec des dirigeants ou des personnages centraux. Par conséquent, il est plus difficile de dire s’il est terminé ou quand il prendra fin que, par exemple, déclarer la fin de la modernité avec la mort de Joyce ou Virginia Woolf. Indubitablement, le postmodernisme a culminé dans les années 1960 et 1970 avec la publication de Catch 22 en 1961, Lost in the Funhouse, en 1968, Abattoir 5 ou la Croisade des enfants en 1969, L'Arc-en-ciel de la gravité, en 1973, et de beaucoup d'autres.
Certains ont déclaré la mort du post-modernisme dans les années 1980 au cours d’une nouvelle vague de réalisme représentée et inspirée par Raymond Carver. Tom Wolfe dans son article de 1989 « Stalking the Billion-Footed Beast » appelait à un retour au réalisme en fiction pour remplacer le postmodernisme. Cette idée en tête, certains ont déclaré que Bruits de fond (1985), ou Les Versets sataniques (1988) étaient les derniers grands romans de l'ère postmoderne.
Une nouvelle génération d'auteurs, tels que David Foster Wallace, Dave Eggers, Michael Chabon, Zadie Smith, Chuck Palahniuk, Neil Gaiman, Jonathan Lethem, des publications telles que McSweeney's, The Believer et les pages de fiction du New Yorker, annoncent soit un nouveau chapitre du postmodernisme ou quelque chose d’autre entièrement « post-postmoderniste ». Amazon.com a décrit le roman de Mark Z. Danielewski La Maison des feuilles (2000) comme "post-postmoderne», tout comme A.O. Scott, dans le supplément littéraire du New York Times pour le roman La Brève et Merveilleuse Vie d'Oscar Wao de Junot Diaz,

## Thèmes communs et techniques
Tous ces thèmes et techniques sont souvent utilisés ensemble. Par exemple, métafiction et pastiche sont souvent utilisés pour l’ironie. Ils ne sont pas utilisés par tous les postmodernistes, et ceci n’est pas une liste exhaustive.

### Ironie, «jeu», humour noir
Linda Hutcheon déclarait que la fiction postmoderne dans son ensemble pourrait être caractérisée par des guillemets ironiques, et qu'une grande partie d'entre elle pouvait être prise au second degré. Cette ironie, avec l’humour noir et le concept général du « jeu » (liée au concept de Derrida ou les idées défendues par Roland Barthes dans Le Plaisir du texte) sont parmi les aspects les plus reconnaissables du post-modernisme.
Bien que l'idée de les employer en littérature n'ait pas commencé avec les postmodernistes (les modernistes sont souvent enjoués et ironiques), ils sont devenus des éléments centraux dans de nombreux ouvrages postmodernes. En fait, plusieurs romanciers considérés plus tard comme postmodernes ont été d’abord étiquetés « humour noir ». Citons John Barth, Joseph Heller, William Gaddis, Kurt Vonnegut, Bruce Jay Friedman, etc.
Il est courant pour les postmodernes de traiter des sujets graves de manière ludique et humoristique, ainsi la façon dont Heller, Vonnegut, Pynchon traitent les événements de la Seconde Guerre mondiale. Un bon exemple d'ironie postmoderne et d’humour noir se trouve dans les histoires de Donald Barthelme. L'École, par exemple, traite du décès simultané de plantes, d'animaux et de personnes liées aux enfants d’une classe, mais la répétition inexplicable de la mort est traitée uniquement comme une plaisanterie, le narrateur restant distant émotionnellement tout au long du récit. Le concept central du Catch-22 de Joseph Heller est l'ironie du désormais idiomatique « catch 22 », le récit étant structuré autour d'une longue série de dérisions similaires. Thomas Pynchon, en particulier fournit des exemples de jeu, incluant des jeux de mots souvent ridicules dans un contexte sérieux. Vente à la criée du lot 49, par exemple, contient des personnages nommé Mike Fallopian, Dr Hilarius ou Stanley Koteks et une station de radio nommée KCUF, tandis que le sujet du roman est grave et sa structure complexe.
Dans la micronouvelle, l'histoire et les personnages sont suggérés ou simplement croqués d'un trait plutôt que décrits. Souvent incisive, la micronouvelle joue sur les mots, détourne les expressions courantes, se teinte volontiers d'humour noir et guide l'imagination du lecteur de façon qu'il puisse lui-même retrouver les différents composants du récit.

### Pastiche
Combinaison ou « collage », salmigondis de multiples éléments. Dans la littérature postmoderne, cela peut être un hommage ou une parodie des styles anciens. Il peut être considéré comme une représentation des aspects chaotiques, pluralistes, ou gorgés d'informations de la société postmoderne. Il peut s'agir d'une combinaison de plusieurs genres pour créer un récit unique ou commenter des situations dans la postmodernité: par exemple, William S. Burroughs utilise la science-fiction, le polar, le western, Margaret Atwood la science-fiction et les contes de fées, Umberto Eco utilise le polar, les contes de fées et la science-fiction, Derek Pell (en) mise sur le collage, le roman noir, l'érotisme, les guides de voyage et même les manuels de bricolage.
Bien que le pastiche fasse communément référence au mélange des genres, de nombreux autres éléments y sont également inclus (métafiction, distorsion temporelle sont communs dans le pastiche plus large du roman post-moderne). Par exemple, Thomas Pynchon inclut dans ses œuvres des éléments de polar, de science fiction, de romans de guerre, des chansons, références à la culture pop, bien connus ou obscurs, et un mélange de fiction et d'histoire, de contemporains réels et de personnages historiques (Mickey Rourke et Wernher von Braun par exemple), une grande variété de cultures et de concepts eux aussi bien connus ou obscurs. En 1977, le roman The Public Burning de Robert Coover mêle des actions historiquement inexactes de Richard Nixon en interaction avec des personnages historiques et des personnages de fiction tels que l'oncle Sam et Betty Crocker. Le pastiche peut également se référer à la technique de composition. Par exemple, la technique du cut-up employée par Burroughs. Un autre exemple en est le roman de B.S. Johnson Les Malchanceux. il est livré dans une boîte sans reliure pour que les lecteurs puissent l’assembler selon leur choix,.
Plus récemment, le Going native (1994) de Stephen Wright est un roman qui est, selon Robert Coover, « une sensation en prime time… une zone floue pornographique de tueurs en série hallucinés, de guerriers de la route abrutis par les drogues qui se déculottent et d'« armées en maraude de vampires mentaux » dans un pays de cauchemar et d'une sauvagerie sans précédent, où il n'y a plus aucune cloison entre l'écran et la vie, où le gavage d'images monstrueuses est inépuisable et où les gentils sont les plus effrayants ».

### Intertextualité
Interdépendance littéraire de textes fondée sur la théorie selon laquelle un texte littéraire n'est pas un phénomène isolé, mais est composé d'une mosaïque de citations, et que tout texte est «l'absorption et la transformation d'un autre ». Un texte littéraire dépend d’autres œuvres littéraires. Un exemple en est la pièce de Tom Stoppard Rosencrantz and Guildestern are Dead.

### Métafiction
La métafiction est essentiellement de l’écriture sur l'écriture ou la mise en avant de ses mécanismes, rendant l'artificialité de l'art ou la « fictionalité » de la fiction apparente pour le lecteur ; en général, elle ne tient pas compte de la nécessité de la « suspension consentie de l'incrédulité ».
Elle est souvent utilisée pour saper l'autorité de l'auteur, par des changements inattendus du récit, afin de promouvoir une histoire de façon unique, pour la distance affective, ou pour commenter l'acte de la narration. Par exemple, Si par une nuit d'hiver un voyageur (Italo Calvino, 1979), est l’histoire d’un lecteur qui tente de lire un roman du même nom. Kurt Vonnegut a aussi utilisé cette technique: le premier chapitre de son roman Abattoir 5 (Slaughterhouse- five) (1969) parle du processus de l'écriture du roman et attire l'attention sur sa propre présence à travers le roman. Bien qu'une grande partie de ce roman soit liée aux expériences vécues de Vonnegut pendant le bombardement de Dresde, il souligne continuellement le caractère artificiel de l'arc narratif de la fiction qui contient des éléments forcément fictionnels tels que les extraterrestres et le voyage dans le temps.
De même, le roman/récit de Tim O'Brien de 1990, The Things They Carried, sur ses expériences en patrouille pendant la guerre du Viêt Nam, comporte un personnage nommé Tim O'Brien, mais bien que Tim O'Brien ait été un ancien combattant du Viêt Nam, le livre est une œuvre de fiction et remet en question la « fictionalité » des personnages et des événements à travers l’histoire. Une histoire du livre, How to Tell a True War Story, remet en question le fait de raconter des histoires. Dire et redire des histoires de guerre basées sur des faits réels, dit le narrateur, serait incroyable et héroïque, les histoires de guerre morale ne saisissent pas la vérité.

#### Poioumena - Romans à clef
Poioumena « Choses instituées par la main ou le métier de l'homme » est dans ce cas un cas précis de roman à clef qui prend pour thème l'écriture, soit qu'un processus dans l'histoire vaille pour l'acte d'écrire, soit que l'acte d'écrire y soit l'image d'autre chose.
Ainsi, dans L'Ève future, de Villers de L'Isle-Adam, la création détaillée de l'androïde vaut pour la création d'une œuvre littéraire. Symétriquement, dans le roman de Salman Rushdie Les Enfants de minuit, le travail de composition littéraire est une image de la composition de l'Inde après l'indépendance. Souvent, l'écriture est une métaphore pour la construction d'un monde. Le poioumenon peut être retracé à travers la trilogie de Samuel Beckett, le Sartor Resartus de Thomas Carlyle, et le Tristram Shandy de Laurence Sterne. Après le roman Feu pâle de Vladimir Nabokov, il est devenu une forme commune de la littérature postmoderne: Doris Lessing dans Le Carnet d’or, John Fowles dans Mantisse, et William Golding dans Les Hommes de papier,. Le poioumenon offre des possibilités d'explorer les limites de la fiction et la réalité, les limites de la vérité narrative.

#### Métafiction historiographique
Linda Hutcheon a inventé le terme «métafiction historiographique» pour désigner des œuvres qui fictionalisent des événements historiques ou des personnages réels. Elle définit ce type de fiction dans A Poetic of Postmodernism comme "une fiction qui est très consciente de son statut de fiction, et pourtant qui a pour objet les événements de l'histoire vue alors comme une construction humaine (et narrative) qui a beaucoup en commun avec la fiction. L'accent est mis sur historiographique — c'est-à-dire sur l'écriture ou la construction du récit fictionnel (comme elle a été théorisée par Hayden White, parmi bien d'autres) — et sur métafiction (sur la nature réflexive de l'écriture)." La métafiction historiographique a pour but de nier la capacité d'offrir un discours objectif sur l'histoire, ce notamment parce que la nature de l'histoire est indissociable de l'identité de l'historien, de ses opinions et de sa culture.
Des exemples notables incluent Les Puissances des ténèbres, de Anthony Burgess (au sein de ses mémoires, un personnage fictif rencontre de nombreuses personnalités historiques) Le Général dans son labyrinthe de Gabriel García Márquez (à propos de Simón Bolívar), Le Perroquet de Flaubert de Julian Barnes (à propos de Gustave Flaubert), Ragtime par E. L. Doctorow (qui présente des personnages historiques tels que Harry Houdini, Henry Ford, l'archiduc François-Ferdinand d'Autriche, de Booker T. Washington, Sigmund Freud, Carl Jung), et du Koolaids: The Art of War de Rabih Alameddine qui fait référence à la guerre civile libanaise et à la vie réelle de plusieurs personnalités politiques. Thomas Pynchon dans Mason et Dixon emploie également ce concept, par exemple, une scène montrant George Washington en train de fumer de la marijuana y est incluse. John Fowles traite de même la période victorienne avec La Maîtresse du lieutenant français. En ce qui concerne la théorie critique, cette technique peut être associée à La mort de l'auteur de Roland Barthes,.

### Distorsion temporelle
Il s'agit d'une technique habituelle de la fiction moderniste: la fragmentation et la non-linéarité des récits sont des aspects centraux des littératures modernes et postmodernes. La distorsion temporelle dans la fiction postmoderne est utilisée de diverses façons, souvent juste par ironie. La métafiction historiographique (voir ci-dessus) en est un exemple. Les distorsions dans le temps sont des aspects centraux dans un grand nombre des romans non-linéaires de Kurt Vonnegut, dont le plus célèbre est peut-être Billy Pèlerin dans Abattoir 5 devenant « déconnecté du temps ». Dans Flight to Canada, Ishmael Reed joue allègrement avec les anachronismes, Abraham Lincoln qui utilise un téléphone par exemple. Le temps peut également se chevaucher, se répéter ou bifurquer en de multiples possibilités. Par exemple, Robert Coover dans « The Babysitter » du recueil Pricksongs & Descants, l'auteur présente de multiples événements possibles qui se produisent simultanément -- dans une partie de l'histoire, la baby-sitter est assassinée alors que dans une autre partie il ne se passe rien et ainsi de suite. Finalement aucune version de l’histoire n’est privilégiée.

### Technoculture et hyperréalité
Fredric Jameson appelait le postmodernisme « logique culturelle du capitalisme tardif ». « Capitalisme tardif » implique que la société est passée de l'ère industrielle à l'ère de l'information. De même, Jean Baudrillard affirmait que la postmodernité était définie par un passage à l’hyper-réalité dans laquelle les simulacres ont remplacé le réel. Dans la postmodernité, les gens sont inondés d'informations, la technologie est devenue un thème central dans de nombreuses vies, et notre compréhension de la réalité est influencée par les simulacres de la réalité. Beaucoup d'œuvres de fiction ont traité de cet aspect de la postmodernité par une ironie caractéristique et le pastiche. Par exemple, Don DeLillo dans Bruits de fond présente des personnages qui sont bombardés par un « bruit de fond » de télévision, de noms de marque, et de clichés. La fiction cyberpunk de William Gibson, Neal Stephenson, et de beaucoup d'autres utilise les techniques de la science-fiction pour faire face à ce bombardement d’informations, postmoderne, hyperréel,,.

### Paranoïa
Ce qui est sans doute montré le plus notoirement et réellement dans le Catch-22 de Joseph Heller et les œuvres de Thomas Pynchon, c'est le sentiment de paranoïa, de la croyance qu'il existe un système ordonné derrière le chaos du monde, ce qui est un autre thème récurrent du postmodernisme. Pour les postmodernistes, il n’y a pas de système ordonné qui existe, c’est pourquoi alors la recherche d’un ordre est inutile et absurde. Vente à la criée du lot 49 de Thomas Pynchon a de nombreuses interprétations possibles. Si on le lit avec un parti pris, alors on va être frustré. Cela coïncide souvent avec le thème de technoculture et d’hyperréalité. Par exemple, dans Le Breakfast du champion par Kurt Vonnegut, le personnage de Dwayne Hoover devient violent quand il est convaincu que le reste du monde est un robot et qu’il est le seul de l'homme.

### Maximalisme
Surnommé maximalisme par certains critiques, la trame étendue et le récit fragmenté d’auteurs comme Dave Eggers a suscité une controverse sur la « fin » d'un roman aussi narratif et les normes avec lesquelles il devait être jugé. La position postmoderne est que le style d'un roman doit être adapté à ce qu'il décrit et représente, et prend des exemples des époques antérieures comme le Gargantua de François Rabelais et l’Odyssée d'Homère, que Nancy Felson salue comme le modèle du public polytropique et son engagement avec une œuvre. Beaucoup de critiques modernistes, notamment B.R. Myers dans son livre polémique A Reader's Manifesto, attaque le roman maximaliste comme désorganisé, stérile et empli de jeu avec la langue pour lui-même, vide d'engagement émotionnel et donc sans valeur comme roman. Pourtant, il existe des contre-exemples, comme le Mason & Dixon de Thomas Pynchon, le Stet de James Chapman et l’Infinite Jest de David Foster Wallace ou le récit postmoderne coexiste avec engagement émotionnel,,,.

### Minimalisme
Le minimalisme littéraire peut être caractérisé comme un accent sur une description de surface où les lecteurs sont invités à prendre un rôle actif dans la création d'une histoire. Les personnages de romans et récits minimalistes ont tendance à être ordinaires. En règle générale, les nouvelles de ce genre sont des « tranches de vie ». Le minimalisme, à l'opposé du maximalisme, n’est qu’une représentation des éléments les plus basiques et nécessaires, caractérisée par une économie de mots. Les auteurs minimalistes hésitent à utiliser des adjectifs, adverbes, ou détails vides de sens. Au lieu de fournir tous les moindres détails, l'auteur fournit un cadre général et permet à l'imagination du lecteur de façonner l'histoire. Parmi les auteurs classés comme postmodernistes, Jon Fosse et Samuel Beckett est le plus fréquemment associé au minimalisme littéraire.

### Fragmentation
La fragmentation est un autre aspect important de la littérature postmoderne. Divers éléments, concernant l'intrigue, les personnages, les thèmes, l'imagerie et les références factuelles sont fragmentés et dispersés dans l'ensemble de l'œuvre. En général, il y a une séquence interrompue d'événements, de développement de personnages et d'actions qui peuvent à première vue paraître modernes. La fragmentation prétend, cependant, dépeindre un univers chaotique métaphysiquement infondé. Cela peut se produire dans le langage, la structure de la phrase ou la grammaire. Dans Z213: Exit, l'écrivain grec Dimitris Lyacos, l'un des principaux représentants de la fragmentation dans la littérature postmoderne,, adopte un style presque télégraphique dépourvu, pour la plupart, d'articles et de conjonctions. Le texte est entrecoupé de lacunes et le langage quotidien se combine avec la poésie et les références bibliques menant à la perturbation de la syntaxe et la distorsion de la grammaire. Un sentiment d'aliénation du caractère et du monde est créé par un langage inventé pour former une sorte de structure syntaxique intermittente qui complète l'illustration des peurs subconscientes et de la paranoïa du personnage principal au cours de son exploration d'un monde apparemment chaotique.

### Micronouvelle
Voir l'article détaillé : micronouvelle.

### Factual
Faction est un mot-valise anglo-saxon (fact + fiction) servant à décrire un texte basé sur de véritables personnages historiques et la réalité des événements, en combinaison avec des allégations fictionnelles. Des exemples en sont De sang-froid de Truman Capote, Les armées de la nuit de Norman Mailer et Racines de Alex Haley,. Ce terme peut s'appliquer à des romans historiques qui allient de nombreux faits réels avec un traitement fictionnel ou à des romans qui intègrent des personnalités réelles (par exemple, le président des États-Unis, le Premier ministre britannique, etc) dans un récit sur des évènements récents qui se rapportent à des faits historiques réels.

### Fabulation
Le terme utilisé pour décrire l'anti-roman semble avoir été introduit par Robert Scholes (en) à The Fabulators. La fabulation implique l'allégorie, les acrobaties verbales et les effets surréalistes.
Ce style peut être représenté par Haroun et la mer des histoires, de Salman Rushdie.

### Réalisme magique
Œuvre littéraire marquée par l'utilisation d’images paisibles, nettement définies, délicatement peintes, de figures et des objets représentés de manière surréaliste. Les thèmes et les sujets sont souvent imaginaires, un peu farfelus et fantastiques, avec un caractère onirique certain. Les caractéristiques de ce type de fiction sont le mélange et la juxtaposition du réalisme avec le fantastique ou le bizarre, d’habiles changements dans le temps, des récits et des intrigues alambiqués voire tortueux, l'utilisation diverse des rêves, les mythes et les contes de fées, les descriptions expressionnistes et même surréalistes, l’érudition obscure, l'élément de surprise ou le choc brutal, l'horrible et l'inexplicable. Elle a été appliquée, par exemple, pour l’œuvre de l'Argentin Luis Borges,qui a publié en 1935 son Histoire universelle de l'infamie, considérée par beaucoup comme la première œuvre de réalisme magique. Le romancier colombien Gabriel García Márquez est également considéré comme un remarquable représentant de ce type de fiction - en particulier son roman Cent ans de solitude, tout comme Le cubain Alejo Carpentier (Le Royaume de ce Monde, 1949). Les Postmodernistes tels que Salman Rushdie, Giannina Braschi, Italo Calvino, et Günter Grass utilisent le Réalisme magique dans leur travail.

## Différentes perspectives
John Barth, le romancier postmoderniste qui parle souvent de l'étiquette «postmoderne», a écrit un essai influent en 1968 appelé Literature of Exhaustion et a écrit en 1979 Literature of Replenishment afin de le clarifier. Literature of Exhaustion traitait de la nécessité d'une nouvelle ère dans la littérature après que le modernisme s'est auto-épuisé. Dans Literature of Replenishment Barth dit :
Mon idéal d’auteur postmoderne ne rejette ni n’imite ses parents modernistes du vingtième siècle ou ses grands-parents pré-modernistes du dix-neuvième siècle. Il a la première moitié de notre siècle sous sa ceinture, mais pas sur son dos. Sans tomber dans un simplisme moral ou artistique, le travail bâclé, la vénalité de Madison Avenue, ou dans une naïveté vraie ou fausse, il aspire néanmoins à une fiction plus démocratique qu’une de ces soi-disant merveilles modernistes tardives comme Nouvelles et Textes pour rien de Beckett. Le roman post-moderniste idéal est au-dessus de la querelle entre le réalisme et irréalisme, le formalisme et contentisme (la forme et l'idée), littérature pure ou engagée, fiction pour chapelle ou de pacotille…
Beaucoup des romans postmodernes célèbres traitent de la Seconde Guerre mondiale, l'un des plus célèbres d'entre eux étant Catch-22 de Joseph Heller. Heller a affirmé que c'étaient son roman et de nombreux autres romans américains de l'époque qui avaient le plus à voir avec l'état du pays après la guerre :
Les sentiments anti-guerre et anti-gouvernement dans le livre appartiennent à la période suivant la Seconde Guerre Mondiale : la guerre de Corée, la guerre froide des années cinquante. Une désintégration de la foi a eu lieu alors, et elle affecte Catch-22 en ce que la forme du roman en est devenue presque désintégrée. Catch-22 est un collage, pas dans la structure, mais dans l'idéologie du roman lui-même… Sans le savoir, je faisais partie d'un mouvement proche de la fiction. Alors que je rédigeais Catch-22, J. P. Donleavy écrivait L'Homme de gingembre, Jack Kerouac Sur la route, Ken Kesey écrivait un Vol au-dessus d'un nid de coucou, Thomas Pynchon  V. et Kurt Vonnegut écrivait Le Berceau du chat,,,,. Je ne pense pas que l'un d'entre nous ne connaissait aucun des autres. Je ne les connaissais assurément pas. Quelles qu’étaient les forces qui élaboraient une tendance dans l'art, elles ne me touchaient pas seulement moi, mais nous tous. Le sentiment d'impuissance et de persécution de Catch-22 est très forte chez Pynchon et dans Le Berceau du chat
Le romancier et théoricien Umberto Eco explique son idée de postmodernisme comme une sorte de double-codage :
Je pense à l'attitude postmoderne comme celle d'un homme qui aime une femme très cultivée et sait qu'il ne peut pas lui dire « Je t'aime follement », parce qu'il sait qu'elle sait (et qu’elle sait qu'il sait) que ces mots ont déjà été écrits par Barbara Cartland. Pourtant, il y a une solution. Il peut dire « Comme Barbara Cartland aurait pu le dire, je t'aime follement ». À ce point, après avoir évité la fausse innocence, après avoir dit clairement qu’il n'était plus possible de parler innocemment, il va néanmoins dire ce qu'il voulait dire à cette femme : qu'il l’aime à un âge où l’innocence est perdue.
Le romancier David Foster Wallace dans son essai E Unibus Pluram en 1990 fait le lien entre l’essor du postmodernisme et celui de la télévision avec sa tendance à l'auto-référence et la juxtaposition ironique de ce qui est vu et de ce qui est dit. Cela, prétend-il, explique la prépondérance des références de la culture pop dans la littérature post-moderne :
C'est dans l'Amérique post-atomique que les influences pop sur la littérature est devenue quelque chose plus que technique. À l’époque où la télévision haletait et avait sa première respiration, la culture populaire de masse aux États-Unis semble devenir de l’Art Supérieur viable comme un ensemble de symboles et de mythes. L'épiscopat de ce mouvement référence pop étaient les tenants de l’humour noir post-nabokoviens, les méta-fictionistes et un assortiment de franco et latinophiles qui ne seront considérés que plus tard comme «postmodernes». Les fictions savantes, sardoniques des tenants de l’humour noir ont fait connaître une nouvelle génération d'écrivains de fiction qui se sont vu eux-mêmes comme une sorte d'avant-avant-garde, non seulement cosmopolite et polyglotte, mais aussi cultivée technologiquement, produit de diverses régions, patrimoines et théories, citoyens d'une culture qui déclarait les choses les plus importantes sur elle-même par l'intermédiaire des médias. À cet égard, on pense en particulier au William Gaddis de Les Reconnaissances et JR,, le Barth de The End of the Road et de Sot-Weed Factor,, et le Pynchon de Vente à la criée du lot 49… Voici Le bûcher de Times Square de Robert Coover en 1966, dans lequel l'Oncle Sam… Nixon, et son A Political fable de 1968, dans lequel le « chat dans le chapeau » est candidat à la présidence,.
Hans-Peter Wagner propose l’approche suivante pour définir la littérature postmoderne :
Le postmodernisme… peut être utilisé au moins de deux façons - d'abord, pour donner une étiquette à la période postérieure à 1968 (ce qui pourrait englober toutes les formes de fiction, à la fois novatrices et traditionnelles), et, deuxièmement, pour décrire la littérature très expérimentale produite par des écrivains à partir de Lawrence Durrell et John Fowles dans les années 1960 jusqu’aux œuvres de Martin Amis et de la « Chemical (Scottish) Generation » de la fin de siècle. Dans ce qui suit, le terme «postmoderniste» est utilisé pour des auteurs expérimentaux (notamment Durell, Fowles, Carter, Brooke-Rose, Barnes, Ackroyd, Dave Eggers, Giannina Braschi et Martin Amis), alors que « post-moderne » est appliqué aux auteurs qui ont été moins novateurs.

## Écrivains francophones
La France d'après-guerre a été caractérisée par la présence du mouvement littéraire du Nouveau roman jusque dans les années 1970.
Il s'ensuit que le roman post-moderne y est plus tardif et nait dans un environnement politique et économique tout à fait différent que le postmodernisme américain par exemple: fin des Trente Glorieuses, début de la guerre froide pour l'un, fin du communisme pour l'autre…
Un des premiers à avoir pratiqué le collage postmoderne est Michel Butor avec Mobile,. Philippe Sollers, dans L’Année du Tigre nous propose lui une forme d'écriture ou le collage devient la seule forme possible de la réalité.
Georges Perros pratique l'écriture fragmentale (Papiers collés) ; Xavier Hanotte, le réalisme magique et l'intertextualité.
Annie Ernaux dans La Place utilise l'attitude postmoderne du mélange de la sociologie et de la littérature. La Belle Hortense de Jacques Roubaud devient un « pseudo-roman » où la métatextualité est reine. Le récit devient accessoire par rapport à son commentaire.
Une autre tendance postmoderniste est la renarrativation du texte qui prend la forme d'une nouvelle linéarité du texte augmentant le confort de lecture. La renarrativation ironique peut prendre la forme du pastiche de genres codifiés comme le roman policier (Jean Echenoz, Cherokee), noir (Virginie Despentes, Baise-moi) ou d'espionnage (Jean Echenoz, Lac). Éric Laurrent pratique l'ironie, le pastiche et l'intertextualité, voire l'intermédialité comme dans Coup de foudre construit autour de la Naissance de Vénus de Botticelli.
Marie Darrieussecq dans Truismes utilise l'allégorie de la métamorphose pour relever en contrepoint les dérives de la société. Michel Houellebecq met en allégorie la physique des particules pour décrire le comportement de ses personnages dans Les Particules élémentaires,.
Une autre variante pourrait être l'autofiction (Fils de Serge Doubrovsky). Selon Arnaud Genon, certaines des œuvres autofictionnelles d'Hervé Guibert participent d'une esthétique postmoderne. Ces biographies peuvent devenir en partie romancées comme chez Pierre Michon (Vies minuscules).
Jean-Benoît Puech, qui a traduit en français le célèbre essai de John Barth sur la littérature post-moderne, a inventé un écrivain, Benjamin Jordane, dont il a écrit la vie, les œuvres intimes et littéraires plus ou moins achevées et de nombreux commentaires sur ces écrits, attribués à des critiques concurrents. Le recours au pastiche de style et de genre est proche de John Barth et le biais enjoué de la « supposition d'auteur » rappelle les romans nabokoviens de Steven Millhauser.
On ne saurait compléter ces réflexions sur le postmodernisme sans y adjoindre des auteurs du sud, ou de la world literature, qui utilisent tout l'arsenal formel et fictionnel développé en amont pour rompre avec un certain formalisme, voire une gangue des littératures des anciens pays colonisateurs. Les éléments de déconstructions, d'étagements d'écriture teintée d'un certain esprit baroque, les éléments de collage ou de bricolage mythique, les éclatements des canons esthétiques ne collant pas à la réalité des pays qui ne se retrouvaient plus dans la prétendue esthétique universelle européenne, ont été des précieux auxiliaires afin de subvertir les formes bien policées du style classique de certains auteurs du Nord, ou une vision du monde à l'aune de pays dominants. C'est le cas de Borges ou de Marquez, tenants du réalisme magique, de Confiant, de Glissant ou de Chamoiseau dont les aspects de créolité et de créolisation apportent un contrepoint aux textes français ignorant la complexité d'un dire souvent étranglé par les vicissitudes de l'histoire. Les auteurs anglophones tels que Salman Rushdie, Amitav Ghosh ou Vikram Seth ont joué la même partition polysémique pour faire voler aux éclats les éléments du roman anglophone, pour faire émerger un monde nouveau né des décombres d'un ancien monde étouffant, car ignorant la spécificité des littératures dites périphériques.

## Écrivains germanophones
- Arno Schmidt (1914-1979)
- Heiner Müller (1929-1995)
- Thomas Bernhard (1931-1989)
- Rolf Dieter Brinkmann (1940-1975)
- Ralf-Rainer Rygulla (de) (1943-)
- Patrick Süskind (1949-)
- Christoph Ransmayr (1954-)
- Alban Nikolai Herbst (1955-)

## Autres œuvres

### Autres écrivains
- Paul Auster, Trilogie new-yorkaise
- Donald Barthelme, Le Roi
- Svetislav Basara, Guide de Mongolie
- Jorge Luis Borges, Fictions
- Giannina Braschi, L'Empire des rêves, États-Unis de Banana
- Italo Calvino, Si par une nuit d'hiver un voyageur
- Richard Brautigan, La pêche à la truite en Amérique
- Michael Cunningham, Les Heures
- Dimitris Lyacos
- Dave Eggers
- Raymond Federman
- Gilbert Sorrentino, Salmigondis
- Vladimir Nabokov, Feu pâle
- Thomas Pynchon, L'Arc-en-ciel de la gravité
- William Gaddis
- Salman Rushdie
- Sasha Sokolov, L'École des idiots (Школа для дураков, 1973)

### Autres écrivains francophones
- J. M. G. Le Clézio
- Olivier Cadiot
- Hubert Lucot
- Philippe Sollers
- Jean Barbe
- Maurice G. Dantec

## Postmodernisme et cinéma
Les scénarios, à tout le moins, tant dans la bande dessinée que dans le cinéma, permettent des doses de postmodernisme.
Des études signalent de telles avancées, dont Laurent Jullier,.
- Quelques pistes :
  - Domaine russophone : Andreï Tarkovski, Alexandre Sokourov, Ilya Andreevich Khrzhanovsky
  - Domaine américain : Brian De Palma, David Lynch, Quentin Tarantino, Joel et Ethan Coen, Stanley Kubrick
  - Domaine italien : Federico Fellini, Comédie à l'italienne, Western italien, Giallo, Paolo Sorrentino, Matteo Garrone
  - Domaine hongrois : Béla Tarr
  - Domaine francophone : Bertrand Mandico, Leos Carax, Jean-Luc Godard, Marcel Hanoun, Chris Marker, Alain Resnais, Jean-Daniel Pollet
  - Domaine hispanophone : Fernando Arrabal, Alejandro Jodorowsky, Patricio Guzmán

- Cinéma remoderniste (en)
- Cinéma postmoderniste

#### Articles en ligne sur le postmodernisme en littérature
- Lionel Ruffel, « Le début, la fin, le dénouement : comment nommer le postmoderne ? (France-États-Unis) », 31 octobre 2007 (consulté le 28 mai 2009)
- Alexandru Matei, « Penser le «postmoderne». Autour d'un débat transatlantique sans échos en Europe de l'Est », 27 mars 2009 (consulté le 28 mai 2009)
- Janusz Przychodzen, Multilingual and International Bibliography of Postmodernism Part 1951-1993

#### Article et étude en ligne sur la littérature postmoderne
- Marc Gontard, « Le Postmodernisme en France : définition, critères, périodisation »
- Marc Gontard, « Le roman français postmoderne. Une écriture turbulente », Archive ouverte pluridisciplinaire HAL, 129 p. (lien pdf) (consulté le 28 mai 2009)
- Antón Risco, « Le Postmodernisme latino-américain (1994) », www.erudit.org (consulté le 26 octobre 2021)